# Uzovské Pekľany
Uzovské Pekľany (bis 1927 slowakisch „Usovské Pekľany“; ungarisch Úszpeklény – bis 1907 Úszpeklén) ist eine Gemeinde im Osten der Slowakei mit 480 Einwohnern (Stand 31. Dezember 2024). Sie gehört zum Okres Sabinov, einem Kreis des Prešovský kraj, sowie zur traditionellen Landschaft Šariš.

## Geographie

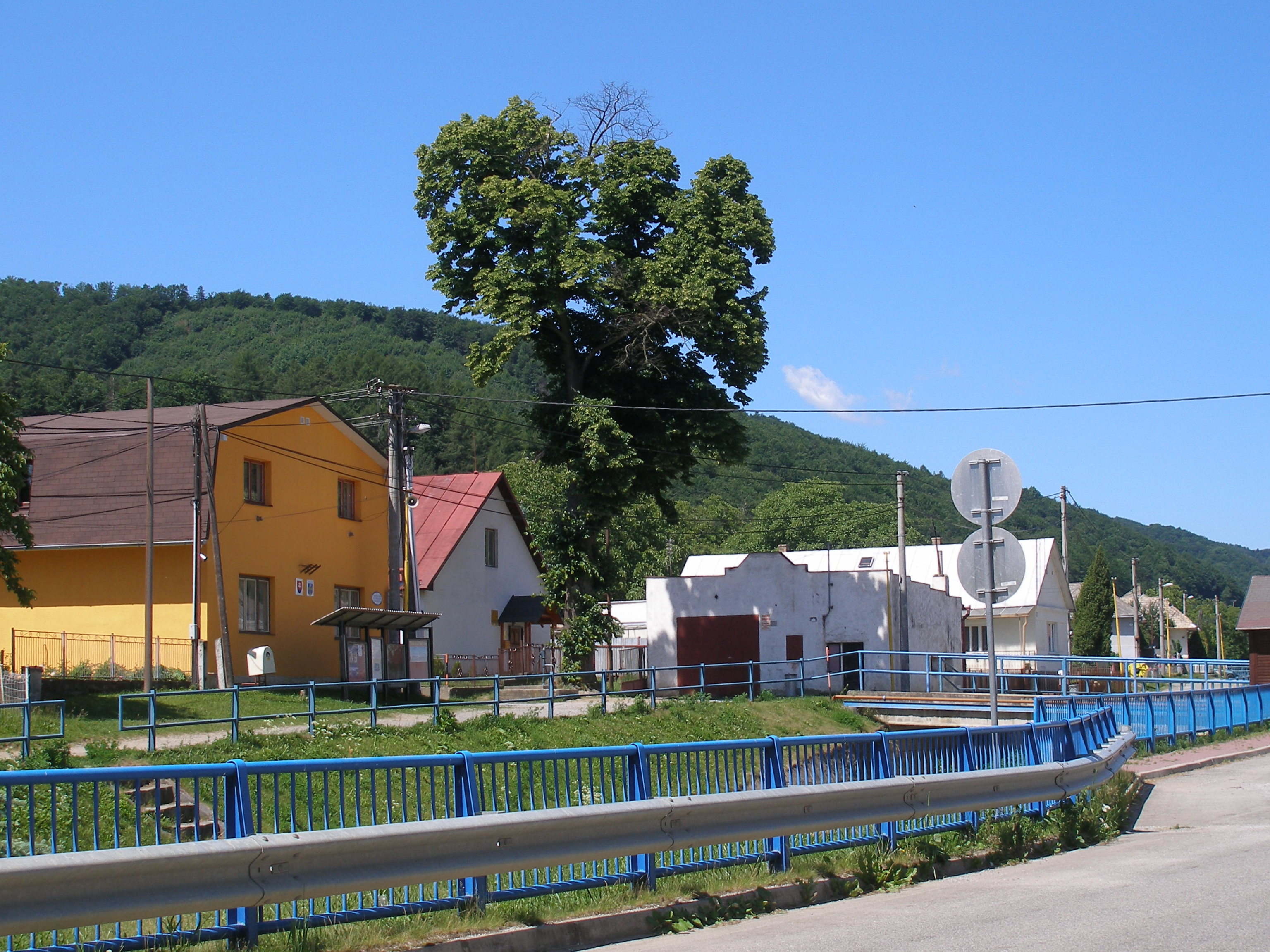
Ortsbild im Zentrum

Die Gemeinde befindet sich im Bachureň-Gebirge im engen Tal der Malá Svinka. Das Ortszentrum liegt auf einer Höhe von 480 m n.m. und ist 10 Kilometer von Sabinov entfernt.
Nachbargemeinden sind Jakubova Voľa im Norden, Uzovský Šalgov im Nordosten, Jarovnice im Osten und Süden, Štefanovce (Katastralgemeinde Nové) im Südwesten, Renčišov im Westen und Rožkovany im Nordwesten.

## Geschichte

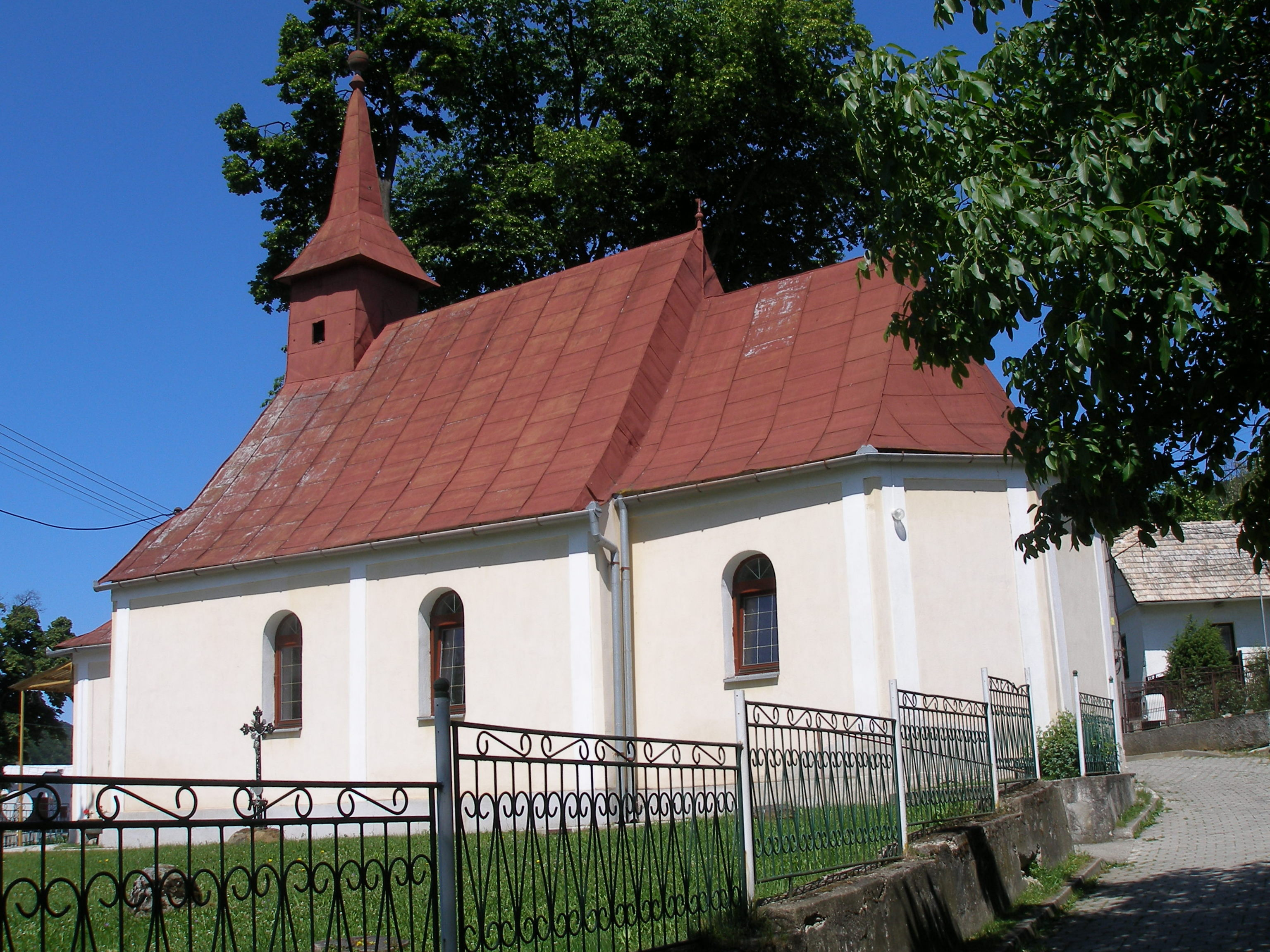
Kirche im Ort

Der Ort wurde nach deutschem Recht im frühen 14. Jahrhundert gegründet und bei der Teilung der Güter des Geschlechts Tekule zum ersten Mal 1337 als Herdunghau schriftlich erwähnt, nach dem deutschen Gründer Hartung (oder Harting). Weitere historische Bezeichnungen sind Herdung (1345), Peklen (1354), Nemethfalua (1360), Nemethfalu oder Puklen (1373), Herdegenshorr, que nunc Peklen vocatur (1439), Usowske Peklany (1773) und Ussowsske Peklani (1786). 1427 wurden in einem Steuerverzeichnis 21 Porta verzeichnete. Die aus dem Geschlecht Tekule stammende Familie Úsz besaß vom 15. Jahrhundert bis 1852 Ortsgüter, daher leitet die Gemeinde einen Teil des Namens (wie im slowakischen Adjektiv Uzovské) von ihnen ab. 1787 hatte die Ortschaft 43 Häuser und 262 Einwohner, 1828 zählte man 65 Häuser und 496 Einwohner, die als Korbmacher, Landwirte und Weber beschäftigt waren. Um 1800 arbeitete ein Steinbruch im Ort. Mitte des 19. Jahrhunderts kam es zu einer massenhaften Auswanderung.
Bis 1918/1919 gehörte der im Komitat Sáros liegende Ort zum Königreich Ungarn und kam danach zur Tschechoslowakei beziehungsweise heute Slowakei. Auch in der ersten tschechoslowakischen Republik änderten sich die traditionellen Haupteinnahmequellen nicht. Nach dem Zweiten Weltkrieg arbeitete ein Teil der Einwohner in Industriebetrieben in Städten wie Prešov und Veľký Šariš. 1998 wurde Uzovské Pekľany von einem Hochwasser heimgesucht.

## Bevölkerung
| Jahr                | 1994 | 2004    | 2014    | 2024     |
| ------------------- | ---- | ------- | ------- | -------- |
| Anzahl der Personen | 371  | 375     | 406     | 480      |
| Unterschied         |      | +1,07 % | +8,26 % | +18,22 % |

| Jahr                | 2023 | 2024    |
| ------------------- | ---- | ------- |
| Anzahl der Personen | 468  | 480     |
| Unterschied         |      | +2,56 % |

Nach der Volkszählung 2011 wohnten in Uzovské Pekľany 411 Einwohner, davon 295 Slowaken und 48 Roma. 68 Einwohner machten keine Angabe zur Ethnie.
331 Einwohner bekannten sich zur römisch-katholischen Kirche und fünf Einwohner zur griechisch-katholischen Kirche. Vier Einwohner waren konfessionslos und bei 71 Einwohnern wurde die Konfession nicht ermittelt.

## Bauwerke und Denkmäler
- römisch-katholische Kirche aus der Zeit gegen 1615, ursprünglich im Renaissancestil ausgeführt, im letzten Drittel des 18. Jahrhunderts wurde das Äußere neu gestaltet